# Sidney Franklin
Sidney Arnold Franklin (ur. 21 marca 1893 w San Francisco, zm. 18 maja 1972 w Santa Monica) – amerykański reżyser, aktor, producent filmowy i scenarzysta. Nominowany do Oscara w kategorii za najlepszą reżyserię za film Ziemia błogosławiona (1937). 
Zmarł na niewydolność serca w wieku 79 lat.

## Filmografia
reżyser
- 1915: Little Dick's First Case
- 1916: A Sister of Six
- 1917: The Babes in the Woods
- 1918: Wyspa skarbów
- 1919: Gangster
- 1920: Dwa tygodnie
- 1921: Not Guilty
- 1922: East Is West
- 1923: Dulcy
- 1924: Her Night of Romance
- 1925: Jej siostra z Paryża
- 1926: Księżniczka z Buffalo
- 1927: Quality Street
- 1928: aktorka
- 1929: Koniec pani Cheyney
- 1929: Dzikie orchidee
- 1930: The Lady of Scandal
- 1931: Guardsman
- 1932: Uśmiech szczęścia
- 1933: Spotkanie w Wiedniu
- 1934: Private Lives
- 1935: Czarny anioł
- 1937: Ziemia błogosławiona
- 1946: Pojedynek w słońcu
- 1957: Barretowie z ulicy Wimpole

producent
- 1939: Ninoczka
- 1940: Pożegnalny walc
- 1942: Zagubione dni
- 1943: Curie-Skłodowska
- 1944: The White Cliffs of Dover
- 1946: Roczniak
- 1948: Powrót
- 1948: Decyzja na komendę
- 1950: Drewniany koń
- 1951: Historia trzech miłości
- 1953: Młoda Bess
- 1954: Gypsy Colt

aktor
- 1919: A Rogue's Romance jako Burgomaster
- 1920: Down Home jako Cash Bailey
- 1925: Ben-Hur jako Widz na wyścigu rydwanów

scenarzysta
- 1918: The Safety Curtain
- 1918: Confession

## Nagrody i nominacje
W został nominowany do Oscara w kategorii najlepszy reżyser za film Ziemia błogosławiona (1937). W 1943 uhonorowany nagrodą im.Irvinga Thalberga. W 1960 został uhonorowany gwiazdą na Hollywoodzkiej Alei Gwiazd.